# Konica Minolta

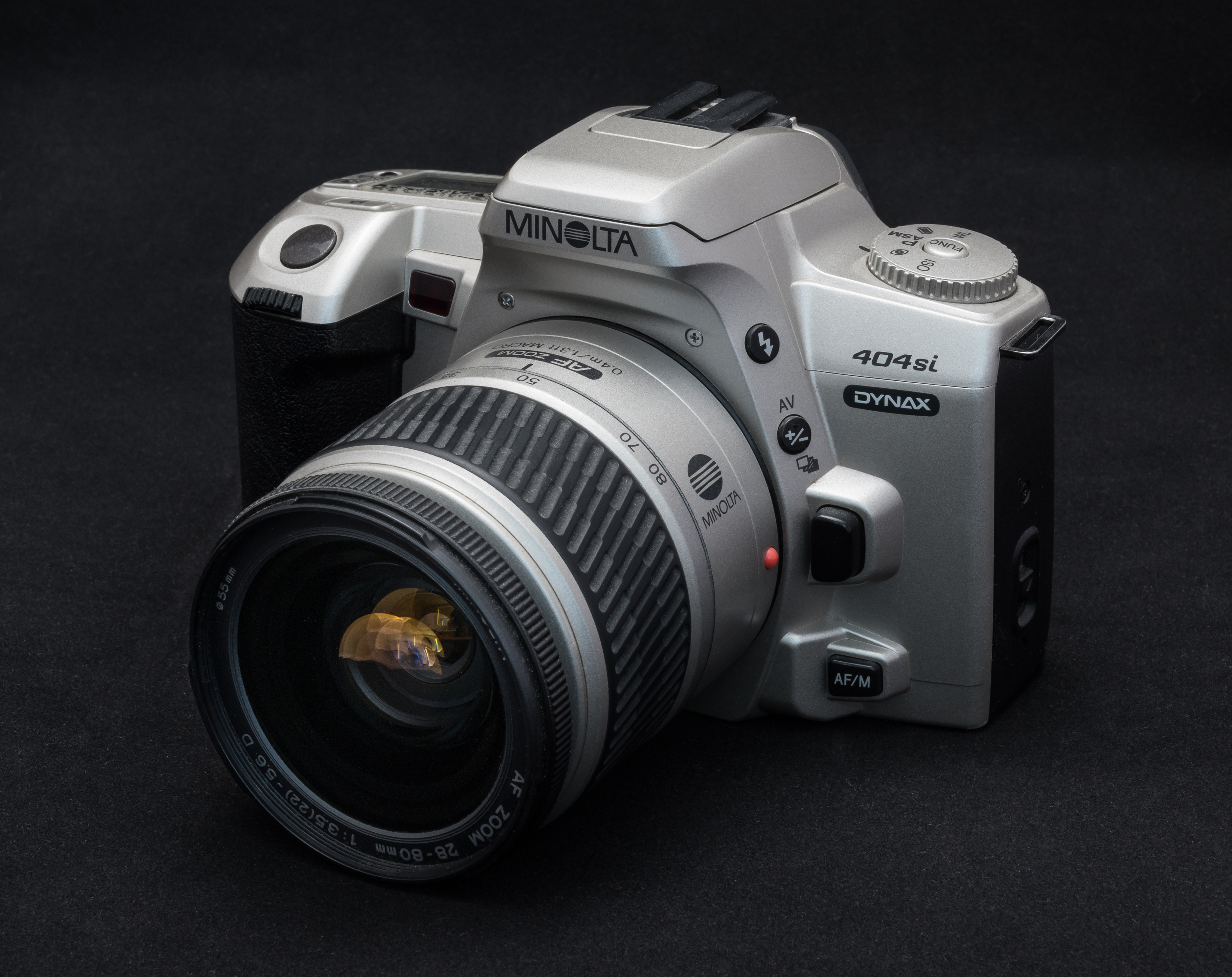
Lustrzanka małoobrazkowa Minolta Dynax 404si

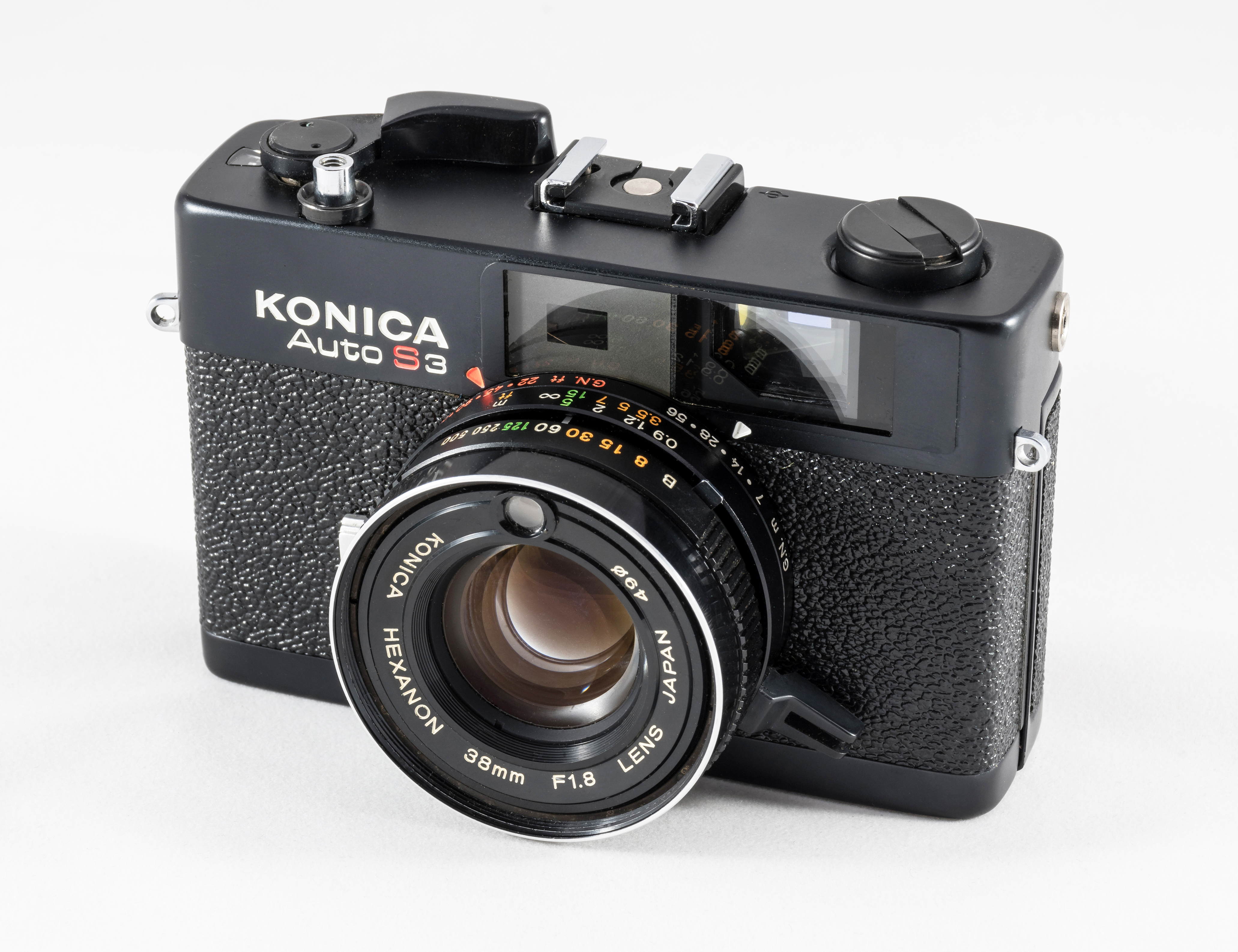
Aparat dalmierzowy Konica Auto S3

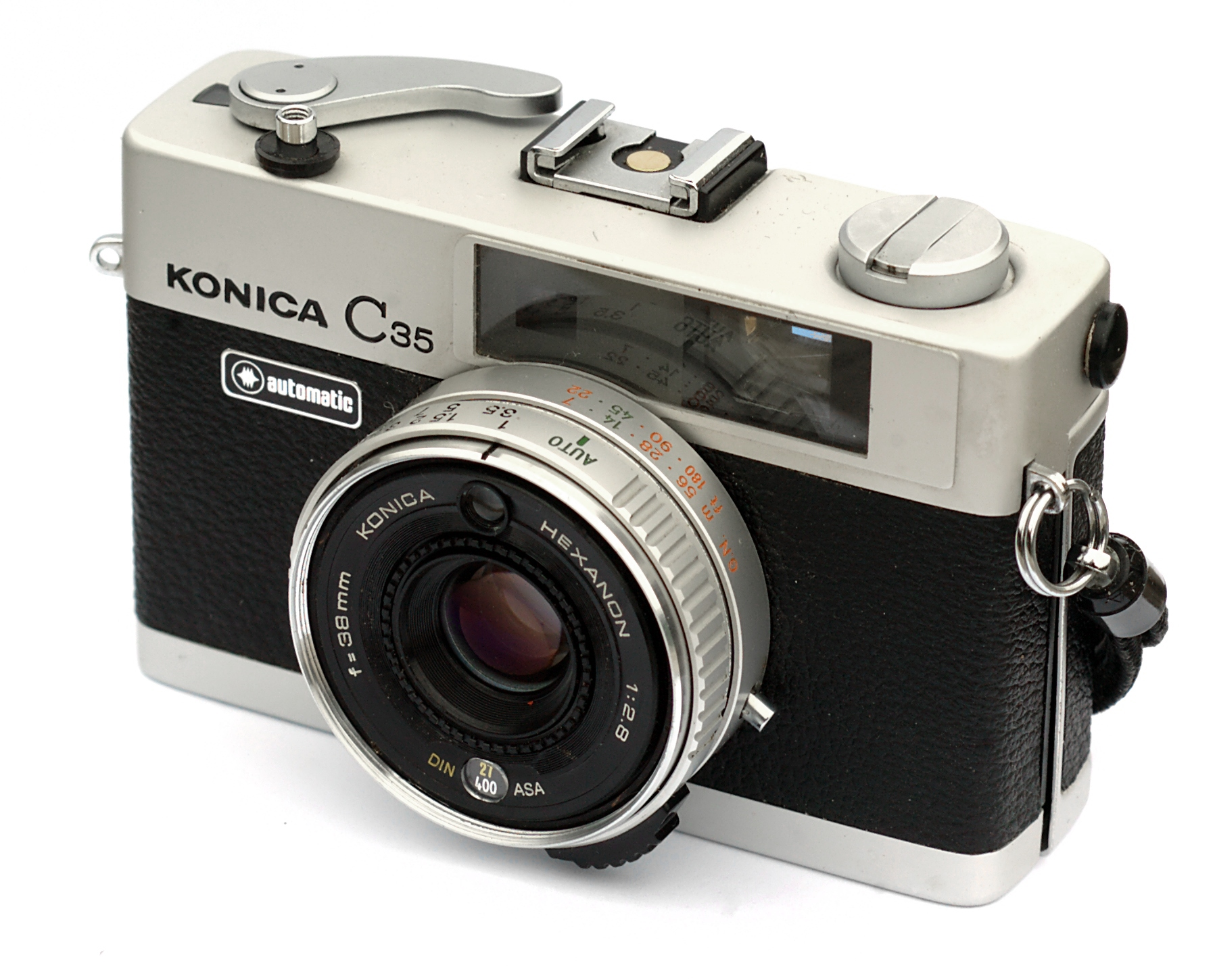
Konica C35 Automatic

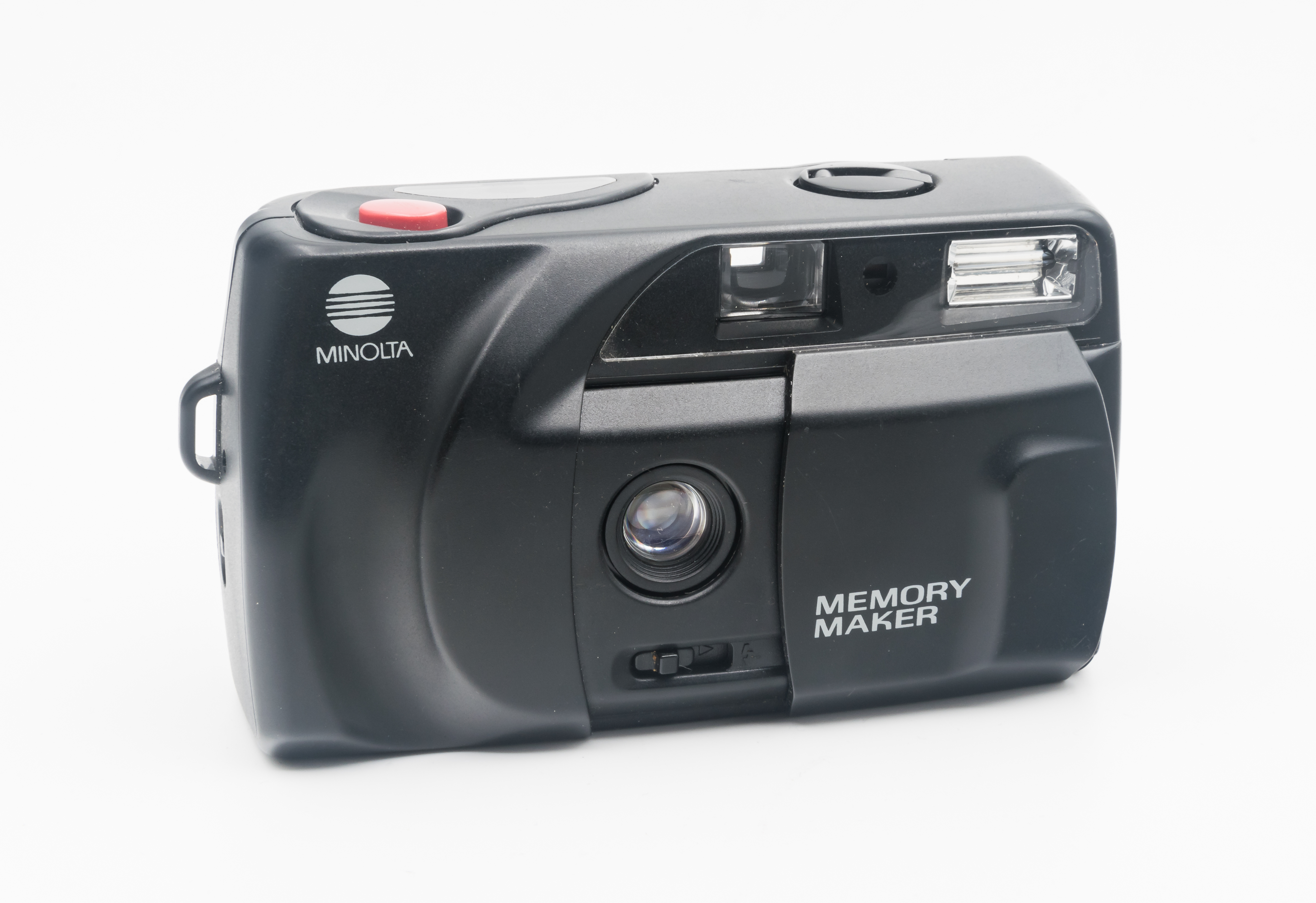
Minolta Memory Maker

Konica Minolta Co., Ltd (jap. コニカミノルタホールディングス Konika Minoruta Hōrudingusu) – japoński producent rozwiązań do druku, aparatur do obrazowania graficznego i medycznego oraz urządzeń pomiarowych.

## Obszary działania
- Konica Minolta Business Technologies, Inc. – produkcja i sprzedaż cyfrowych peryferyjnych urządzeń wielofunkcyjnych (MFP), drukarek i powiązanych materiałów eksploatacyjnych,
- Konica Minolta Sensing, Inc. – produkcja i sprzedaż instrumentów pomiarowych do zastosowań medycznych i przemysłowych,
- Konica Minolta Medical & Graphic, Inc. – produkcja i sprzedaż urządzeń i materiałów do przetwarzania obrazów w branży medycznej i poligraficznej,
- Konica Minolta Opto, Inc. – produkcja i sprzedaż produktów optycznych oraz materiałów elektronicznych,
- Konica Minolta Technology Center, Inc. – badania, rozwój, inkubacja i komercjalizacja nowych przedsiębiorstw oraz zarządzanie własnością intelektualną,
- Konica Minolta Business Expert, Inc. – wsparcie w zarządzaniu,
- Konica Minolta IJ Technologies, Inc. – produkcja i sprzedaż głowic drukujących,
- Konica Minolta Planetarium Co., Ltd. – produkcja, sprzedaż i budowa planetariów[3].

## Historia

### Historia holdingu[4]
| Data             | Wydarzenie |
| ---------------- | --- |
| 1873             | Rozpoczęcie sprzedaży materiałów fotograficznych i litograficznych; założenie firmy Konica |
| 1903             | Wprowadzenie na rynek japoński pierwszego firmowego aparatu „Cherry Hand Camera” |
| 1928             | Założenie firmy Minolta |
| 1940             | Pierwszy japoński film kolorowy „Sakura Natural Color Film” |
| 1956             | Otwarcie pierwszego amerykańskiego przedstawicielstwa w Filadelfii |
| 1958             | Otwarcie pierwszego firmowego planetarium |
| 1960             | Wprowadzenie pierwszej kopiarki „Copymaster” |
| 1962             | Otwarcie pierwszego przedstawicielstwa w Europie w Hamburgu, Niemcy. |
| 1975             | Pierwszy na świecie aparat 35 mm z wbudowanym flashem i funkcją AE |
| 1983             | Pierwsza na świecie kopiarka z zoomem „EP450Z” |
| 1985             | Pierwsza na świecie lustrzanka z bagnetem Minolta AF |
| 1987             | Wprowadzenie pierwszego systemu kolorowych wydruków próbnych „Konsensus” |
| 1999             | Zakup firmy producenta drukarek QMS |
| 2000             | Utworzenie Konica Minolta Supplies Manufacturing Co., Ltd., joint venture produkującego tonery polimeryzowane |
| 2002             | Pierwszy aparat cyfrowy z 3 – krotnym optycznym zoomem, o grubości obudowy zaledwie 20 mm |
| sierpień 2003    | Założenie holdingu Konica Minolta Holdings, Inc. poprzez połączenie zarządu Konica Corporation oraz Minolta Co., Ltd. |
| marzec 2004      | Wprowadzenie na rynek „bizhub C350”, pierwszej kolorowej drukarki typu MFP i nowej linii produktów dla biur pod marką „bizhub”. Otwarcie własnego planetarium Sunshine Starlight Dome „Manten” w Tokio, Japonia.                                  |
| lipiec 2004      | Wprowadzenie na rynek bezkontaktowego trójwymiarowego digitalizatora (skanera) dla przemysłu „VIVID 9i/VI-9i”. |
| listopad 2004    | Wprowadzenie na rynek fotograficznego aparatu cyfrowego SLR ze zintegrowanym systemem stabilizacji obrazu (Anti-Shake) „DYNAX-7D/MAXXUM 7D”. |
| grudzień 2004    | Otwarcie fabryki drukarek i drukarek typu MFP w Wuxi, Chiny, Konica Minolta Business Technologies (Wuxi) Co., Ltd. |
| styczeń 2005     | Otwarcie nowej firmy zajmującej się handlem produktów w technologii Inkjet – Konica Minolta IJ Technologies, Inc.. |
| luty 2005        | Wprowadzenie na rynek pierwszego na świecie mammografu używającego technologii kontrastu fazowego „PCM System”. Rozpoczęcie akcji sponsorowania wyścigów motocyklowych MotoGP Class jako „KONICA MINOLTA Honda Team”.                             |
| sierpień 2005    | Nabycie American Litho Inc., największego w USA producenta płyt drukarskich i wejście na rynek naświetlania CTP. |
| styczeń 2006     | Sprzedaż działu fotograficznego firmie Sony. Wycofanie się z branży foto. |
| wrzesień 2006    | Otrzymanie certyfikatu ISO 14001 dla wszystkich japońskich firm należących do grupy. Zakończenie budowy czwartej fabryki filmów TAC do polaryzatorów LCD w Kobe, Japonia.                                                                         |
| grudzień 2006    | Zakończenie budowy trzeciej fabryki tonerów polimeryzowanych w Nagano, Japonia. |
| marzec 2007      | Utworzenie aliansu strategicznego z General Electric Company (GE) w celu rozwijania i komercjalizacji technologii organicznej diody luminescencyjnej wykorzystywanej do celów oświetleniowych. Wycofanie się z produkcji aparatów fotograficznych |
| kwiecień 2007    | Otwarcie Konica Minolta Healthcare Co., Ltd. w wyniku połączenia funkcjonalnego działów planowania, sprzedaży i serwisu firm z sektora medycznego w Japonii                                                                                       |
| styczeń 2008     | Konica Minolta i CEC tworzą spółkę joint venture Konica Minolta Bizcom, Co.,Ltd. oferującą rozwiązania serwisowe dla biznesu. |
| styczeń 2009     | Premiera technologii tonera high chroma zastosowanego w urządzeniu bizhub PRO C65hc. |
| wrzesień 2010    | Wprowadzenie na rynek światowy pakietu Optimized Print Services. |
| kwiecień 2011    | 20-lecie Konica Minolta na polskim rynku. |
| październik 2011 | Zmiana korporacyjnego hasła na Giving Shape to Ideas. |

### Wycofanie się z rynku fotograficznego
19 stycznia 2006 roku firma Konica Minolta ogłosiła wycofanie się z rynku fotograficznego. Technologie związane z produkcją aparatów fotograficznych zostały sprzedane firmie Sony i funkcjonują pod nazwą α (czyt. Alfa). Konica Minolta zakończyła produkcję minilabów oraz aparatów fotograficznych z dniem 31 marca 2006, natomiast filmów kolorowych do aparatów oraz kolorach papierów fotograficznych – z dniem 31 marca 2007 r. Powodem rezygnacji były względy ekonomiczne.

## Konica Minolta Business Solutions Polska Sp. z o.o.
Konica Minolta Business Solutions Polska Sp. z o.o. jest częścią grupy Konica Minolta Holdings
z siedzibą w Japonii. Dostarcza kompleksowe usługi dla biznesu w zakresie procesów druku, kopiowania i archiwizacji dokumentów.
Firma zatrudnia ponad 240 osób w 10 oddziałach rozmieszczonych na terenie całej Polski (Warszawa, Łódź, Kraków, Katowice, Wrocław, Poznań, Szczecin, Gdańsk, Bydgoszcz, Lublin) oraz 5 filiach oddziałów (Białystok, Kielce, Olsztyn, Rzeszów, Zielona Góra).

### Segmenty Konica Minolta Business Solutions
- Urządzenia dla biura: drukarki laserowe monochromatyczne i kolorowe – seria pagepro i magicolor; urządzenia wielofunkcyjne (kopiarka lub drukarka lub skaner lub faks) monochromatyczne i kolorowe – bizhub
- Systemy produkcyjne – monochromatyczne i kolorowe – bizhub PRO oraz PRESS, który swoją premierę miał na targach IPEX 2010[6]
- Aplikacje i rozwiązania – autorskie rozwiązania Konica Minolta to pakiet PageScope m.in. do zarządzania, kontroli i archiwizacji dokumentów cyfrowych, SmartScan – oprogramowanie OCR dla firm oraz Optimized Print Services – pakiet służący monitoringowi urządzeń drukujących i optymalizacji kosztów w przedsiębiorstwie. Firma współpracuje również z dostarczycielami zewnętrznymi, jak ABBYY, Micropress oraz Taopix.

### Społeczna odpowiedzialność biznesu
Polski oddział Konica Minolta współpracuje z:
Muzeum Plakatu w Wilanowie – Konica Minolta udostępnia nieodpłatnie swoje urządzenia i technologie w celu przygotowania materiałów promocyjno-informacyjnych o planowanych wystawach (plakaty, broszury, zaproszenia). Ponadto Konica Minolta wspiera działania komunikacyjne dotyczące przedsięwzięć organizowanych przez Muzeum Plakatu, m.in. Międzynarodowe Biennale Plakatu.
Stowarzyszeniem Rodziców i Przyjaciół Dzieci Niewidomych i Słabowidzących „Tęcza” – współpraca non-profit od 2008 roku w zakresie wydruku książeczek edukacyjnych dla dzieci słabowidzących.
Fundacja dla Uniwersytetu Jagiellońskiego – w 2007 roku firma rozpoczęła współpracę z Fundacją dla Uniwersytetu Jagiellońskiego w ramach projektu „Dzieła Odkurzone”. Jest to seria wydawnicza, na którą składają się cenne i od dawna nie drukowane dzieła, powstałe na przełomie XIX i XX wieku. W 2008 roku Konica Minolta wydrukowała dwie pozycje książkowe: „Kodeks towarzyski. Jak się powinien zachować człowiek wytworny w domu i poza domem” oraz „Obrazki z życia żaków krakowskich w XV i XVI wieku”. Natomiast w 2009 „Charaktery rozumów ludzkich” oraz „Encyklopedię gospodarstwa domowego”. Książki są udostępniane studentom i pracownikom naukowym Uniwersytetu Jagiellońskiego. Część nakładu trafia też do największych bibliotek publicznych w całym kraju.

## Ekologiczna działalność firmy[8]
Działalności Konica Minolta towarzyszy chęć jak najmniejszej ingerencji w środowisko naturalne. Rozwiązania ekologiczne firma stosuje już na etapie projektowania urządzeń – począwszy od doboru materiałów, które używane są do ich konstrukcji. Najczęściej pochodzą one z recyklingu lub mogą mu podlegać, gdy urządzenie skończy swoją żywotność. W całym procesie produkcji oraz w późniejszym transporcie urządzeń firma również dba o poszanowanie środowiska. W fabrykach Konica Minolta ograniczona została emisja dwutlenku węgla do atmosfery, zanieczyszczenie wody i powietrza oraz ilość zużytej w procesie produkcji energii. Urządzenia opuszczają taśmy produkcyjne w specjalnych opakowaniach, które w myśl filozofii firmy „zero odpadów” wykorzystują papier z odzysku. Dzięki tej polityce już 5 japońskich fabryk Konica Minolta posiada „Green Factory Certification”.
O przyjazności technologii Konica Minolta dla środowiska świadczą liczne certyfikaty przyznawane urządzeniom producenta. Każde z nich posiada certyfikat Blue Angel. Niektóre z nich zostały przyznane nawet za kilkukrotnie lepszy rezultat, niż dopuszczalne przez organizację normy poboru energii. W jednym z najnowszych modeli urządzeń Konica Minolta typowe tygodniowe zużycie energii (TEC) jest nawet o około 60% niższe niż przewidują normy Blue Angel. Tak dobre wyniki stały się możliwe dzięki zastosowaniu w urządzeniach energooszczędnego nagrzewania indukcyjnego.

### Ekologiczny Toner Simitri[9]
Ekologiczny toner Simitri wytwarzany jest według technologii opracowanej przez firmę Konica Minolta. Już na etapie wczesnych prac badawczych zakładano, że będzie on jak najmniej szkodliwy dla środowiska. Dzięki temu, podczas procesu produkcji, udało się aż o jedną trzecią ograniczyć emisję do atmosfery dwutlenku węgla, tlenków azotu i siarki. Możliwe jest to dzięki wykorzystaniu biomasy, materiału pochodzenia roślinnego, który stanowi prawie 10 proc. składu Simitri. Dzięki biomasie, producentowi udało się także znacznie obniżyć emisję zanieczyszczeń podczas utylizacji tonera.
W roku 2010 technologia Simitri obchodziła 10-lecie istnienia. Obecnie produkowana jest już trzecia generacja tonerów – Simitri HD+. Pierwszym urządzeniem w jakim je zastosowano jest system produkcyjny bizhub Press C8000.
Simitri HD+ charakteryzuje się ultracienkowarstwową strukturą powłoki rdzenia oraz jednorodnym kształtem i zawartością wosku. Dzięki temu możliwe jest utrwalanie obrazu w niskiej temperaturze. Pozwala to zmniejszyć ilość zużywanej energii elektrycznej podczas kopiowania nawet o dwadzieścia procent. Obrazy drukowane z użyciem Simitri HD+ są odporne na trudne warunki atmosferyczne, wysoką temperaturę, a ich wygląd jest zbliżony do wydruku offsetowego.
Toner Simitri HD + może być używany do drukowania materiałów graficznych mających kontakt z żywnością np. etykiet spożywczych.

### Technologia high chroma
High Chroma to opracowany z wykorzystaniem technologii Konica Minolta Simitri HD polimeryzowany toner, składający się z cząstek żywicy oraz cząsteczek barwnika. Żywica umożliwia tonerowi przyleganie do podłoża, a cząsteczka barwnika nadaje mu kolor. Im lepiej cząsteczka barwnika odbija światło, tym więcej barw i nasyceń jest odwzorowanych na wydruku. Toner High Chroma jest utrwalany w systemie bezolejowym w niższej temperaturze niż tonery konwencjonalne, co znacznie zmniejsza zużycie energii. Obniżenie temperatury procesu utrwalania sprawia, że toner High Chroma umożliwia wykorzystanie szerokiej gamy mediów zarówno do zastosowań cyfrowych, jak i offsetowych. Wykańczanie wydruku przy zastosowaniu tego tonera jest porównywalne z techniką offsetową.
Konica Minolta posiada 80 patentów dotyczących samego tonera High Chroma.
Toner high chroma jest obecnie wykorzystywany jedynie w urządzeniu bizhub PRO C65hc. Urządzenie to za wysoką jakość wydruków otrzymało wyróżnienia m.in. EDP i BERTL, a także certyfikat PANTONE.

## Logo i hasło
Kula ziemska oznacza nieograniczony zasięg firmy Konica Minolta oraz innowacje oferowane klientom na całym świecie.
Eliptyczny kształt wyraża poczucie zaufania i bezpieczeństwa, a także spójność i harmonię zróżnicowanych technologii Konica Minolta.
Pięć linii to szerokie możliwości technologiczne w dziedzinie obrazowania.
Błękitny kolor oznacza innowacyjność firmy.
Hasło „Giving Shape to Ideas” oznacza kontynuację działań w dziedzinie innowacyjności oraz kreowania nowych, inspirujących produktów. Hasło zastąpiło 1 października 2011 r. dotychczas używany slogan „The Essentials of Imaging”. Nowe hasło Konica Minolta ma być odpowiedzią na wyzwania nowych, szybko zmieniających się czasów i stanowić inspirację do lepszego zrozumienie pragnień i oczekiwań klientów oraz uwzględniania ich punktu widzenia przy poszukiwaniu nowych rozwiązań.